# Сьюзан Шторм (киноперсонаж, 2005)
Сью́зан «Сью» Шторм-Ри́чардс (англ. Susan "Sue" Storm-Richards) — героиня дилогии «Фантастическая четвёрка» режиссёра Тима Стори от студии 20th Century Fox, основанная на одноимённой супергероине Marvel Comics, созданной Стэном Ли и Джеком Кирби. Роль Шторм исполнила Джессика Альба. Широко известна под псевдонимом Же́нщина-невиди́мка (англ. Invisible Woman).
Сьюзан — руководитель генетических исследователей «Von Doom Industries» и девушка главы компании Виктора фон Дума. Когда её бывший парень Рид Ричардс обращается к Виктору с предложением профинансировать его эксперимент по изучению космической бури на орбите Земли, фон Дум приглашает Сьюзан принять участие в экспедиции. Вместе с ними отправляются младший брат Сью Джонни, а также Рид вместе со своим другом Беном Гриммом. Из-за того, что буря настигает орбиты раньше времени, пятеро членов экипажа подвергаются воздействию космического облучения и, оказавшись на Земле, обнаруживают свои новые сверхчеловеческие способности. Сью в частности обретает силу невидимость и возможность генерировать силовые поля. Сьюзан старается держаться в стороне от свалившейся на их с Ридом, Джонни и Беном славу и избегать общественного внимания, однако со временем принимает свои силы и сближается с Ридом, впоследствии ставшим её мужем.
Альба получила смешанные, преимущественно негативные отзывы критиков за свою интерпретацию Сьюзан Шторм.

## Создание образа

### Первое появление персонажа
Созданная сценаристом Стэном Ли и художником / соавтором Джеком Кирби, героиня дебютировала в The Fantastic Four #1 (Ноябрь, 1961)
При написании комиксов о Фантастической четвёрке Ли опирался на семейные ценности, оставляя экшн на втором плане, поэтому для него было важно включить в состав команды персонажа женского пола. В ответ на критику фанатов о бесполезности Сьюзан Шторм, Ли посвятил первую историю The Fantastic Four #11 (Ноябрь, 1962) тому, как Фантастическая четвёрка читать письма от поклонников и приводит несколько примеров, когда Невидимая девушка сыграла ключевую роль в противостоянии с их врагами. Её младший брат Джонни Шторм стал главным возмутителем спокойствия в команде, в то время как сама Сью стала вершиной любовного треугольника между ней, Ридом Ричардсом и непостоянным союзником Четвёрки Нэмором.
Первое появление Сьюзан Шторм в кино состоялось в так и не вышедшем фильме «Фантастическая четвёрка» от Constantin Film, где её сыграла Ребекка Стааб.

### Кастинг и исполнение
Изначально планировалось, что Сьюзан Шторм сыграет Шарлиз Терон. 8 июля 2004 года стало известно об утверждении американской актрисы Джессики Альбы на роль героини. 20 сентября 2004 года 20th Century Fox опубликовала первые фотографии членов Фантастической четвёрки. 4 декабря 2005 года The Hollywood Reporter сообщил, что режиссёр фильма 2005 года и весь актёрский состав вернутся к работе над сиквелом, премьера которого состоится в 2007 году.
Альба подписала контракт на три фильма с Fox Studios, однако, из-за кассового провала картины «Фантастическая четвёрка: Вторжение Серебряного сёрфера» у студии возникли сомнения в перспективе развития франшизы. В 2009 году стало известно, что фильмы про Фантастическую четвёрку будут перезапущены с новым актёрским составом.

### Характеризация
Джессики Альба назвала свою героиню «благородной» и отвела её роль «образца для подражания среди женщины». По мнению актрисы, во время событий картины «Фантастическая четвёрка: Вторжение Серебряного сёрфера» Сьюзан Шторм и члены её семьи «находились под микроскопом» и «стремились к размеренной жизни», сопоставив положение героев с жизнью реальных актёров, утрачивающих свою «анонимность».

## Биография

### Рождение Фантастической четвёрки
Сью показана блестящим учёным, возглавляющим департамент генетических исследования Виктора фон Дума. На момент начала фильма она состоит с ним в романтических отношениях. Непосредственно перед появлением космической бури, которая предоставляет ей способность манипулировать светом (возможность становиться невидимой и манипулировать силовыми полями), Виктор собирается сделать ей предложение. По ходу сюжета она вновь сближается с Ридом Ричардсом, с которым когда-то состояла в отношениях, однако тот не был готов перейти на следующий шаг. Несмотря на то, что изначально она использует свои силы под влиянием эмоций, ей удаётся обрести контроль над способностями во время финальной битвы с Доктором Думом. Впоследствии, Рид делает предложение Сью, на которое она с радостью соглашается.

### Серебряный Сёрфер и пришествие Галактуса
Некоторое время спустя, после победы над Доктором Думомо, члены Фантастической четвёркой становятся мировыми знаменитостями. Рид и Сью готовятся к предстоящему бракосочетанию, которое СМИ характеризуют как «свадьбу века». Ситуация осложняется возникающими по всему земному шару аномалиями, из-за чего Рид, несмотря на все уговоры Сью, погружается в изучение данных явлений. В дальнейшем, команда сталкивается с Серебряным Сёрфером, инопланетным существом, ответственным за недавние беспорядки. Военные привлекают к расследованию Виктора фон Дума, изуродованное лицо которого исцелилось после встречи с пришельцем. Команде удаётся захватить Сёрфера и отделить его от доски, источника космических сил. Сью пытается наладить контакт с инопланетным посланником, который раскрывает, что служит Пожирателю миров Галактусу, чтобы тот не уничтожил его собственный мир. Тем не менее, Сью удаётся пошатнуть его уверенность в правильности выбора, напоминая Сёрферу дорогую ему женщину. Когда Дум забирает силу Сёрфера и пытается убить его, Сью заслоняет собой тело Серебряного вестника и умирает на руках Рида. В конечном итоге Фантастической четвёрке удаётся победить Дума и Серебряный Сёрфер, вернув свою силу, исцеляет Сью. По прошествии этих событий, Рид и Сью женятся в Японии, однако, во время церемонии Фантастическая четвёрка получает сообщение о беспорядках в Венеции и незамедлительно отправляется на спасательную миссию.

## Другие появления
Сьюзан Шторм, озвученная Джессикой Альбой, появляется в игре Fantastic Four 2005 года, по мотивам одноимённого фильма. На бонусных уровнях героиню озвучила Джо Энн Пфлаг. Выбирая Женщину-невидимку игроки получают возможность становиться невидимой и совершать незаметные движения со скоростью ниндзя, а также доступ к её телекинетическим способностям, чтобы обездвижить врагов.
В 2005 году по мотивам фильма «Фантастическая четвёрка» была выпущена игра для Game Boy под названием Fantastic Four: Flame On 2005 года, где фигурировала Женщина-невидимка.
В игре Fantastic Four: Rise of the Silver Surfer 2007 года, по мотивам одноимённого фильма, Женщину-невидимку озвучила Эрин Мэтьюс.

## Критика и влияние
Джессика Альба была удостоена смешанных отзывов за своё исполнение роли Сьюзан Шторм / Женщины-невидимки, получив несколько наград. Джо Лейдон из Variety отметил, что «Гриффит и Альба выглядят слишком молодо для своих ролей, однако неплохо справляются с ними». Джеймс Берардинелли из ReelViews отметил: «Какой бы очаровательной она ни была, Джессика Альба не подходит на роль Сью Шторм, также известной как Девушка-неведимка. Это худшее изображение женщины-учёного с тех пор, как Дениз Ричардс сделала это в фильме „И целого мира мало“. Она не убедительна. Она произносит свои реплики так, будто читает их с подсказок. Обычно я бы назвал Альбу деревянной, но её тело движется с такой плавностью, что в данном случае это несправедливо».
Рецензенты раскритиковали экранную химию между персонажами Альбы и Йоана Гриффита, назвав роман Сьюзан Шторм и Рида Ричардса «неубедительным».

### Награды и номинации
| Год  | Фильм                                                    | Награда                  | Категория                                                                       | Результат | Примечания |
| ---- | -------------------------------------------------------- | ------------------------ | ------------------------------------------------------------------------------- | --------- | ---------- |
| 2006 | «Фантастическая четвёрка»                                | MTV Movie & TV Awards    | Лучшая экранная команда (с Крисом Эвансом, Йоаном Гриффитом и Майклом Чиклисом) | Номинация | [ 22 ]     |
| 2006 | «Фантастическая четвёрка»                                | MTV Movie & TV Awards    | Лучшая героиня                                                                  | Номинация | [ 22 ]     |
| 2006 | «Фантастическая четвёрка»                                | Imagen Foundation Awards | Лучшая актриса                                                                  | Номинация | [ 22 ]     |
| 2006 | «Фантастическая четвёрка»                                | Kids’ Choice Awards      | Лучшая киноактриса                                                              | Номинация | [ 22 ]     |
| 2006 | «Фантастическая четвёрка»                                | Razzie Awards            | Худшая актриса                                                                  | Номинация | [ 22 ]     |
| 2006 | «Фантастическая четвёрка»                                | Scream Awards            | Сексуальная супергероиня                                                        | Победа    | [ 22 ]     |
| 2006 | «Фантастическая четвёрка»                                | Teen Choice Awards       | Лучшая актриса: Драма / Приключенческий боевик                                  | Номинация | [ 22 ]     |
| 2007 | «Фантастическая четвёрка: Вторжение Серебряного сёрфера» | Scream Awards            | Сексуальная супергероиня                                                        | Победа    | [ 23 ]     |
| 2007 | «Фантастическая четвёрка: Вторжение Серебряного сёрфера» | Teen Choice Awards       | Лучшая киноактриса: Приключенческий боевик                                      | Номинация | [ 23 ]     |
| 2007 | «Фантастическая четвёрка: Вторжение Серебряного сёрфера» | Teen Choice Awards       | Лучшая истерика                                                                 | Номинация | [ 23 ]     |
| 2008 | «Фантастическая четвёрка: Вторжение Серебряного сёрфера» | Razzie Awards            | Худшая актриса                                                                  | Номинация | [ 23 ]     |
| 2008 | «Фантастическая четвёрка: Вторжение Серебряного сёрфера» | Razzie Awards            | Худшая экранная пара (с Йоаном Гриффитом)                                       | Номинация | [ 23 ]     |
| 2008 | «Фантастическая четвёрка: Вторжение Серебряного сёрфера» | Kids’ Choice Awards      | Любимая киноактриса                                                             | Победа    | [ 23 ]     |

### Товары
В 2005 году Toy Biz выпустила несколько вариаций фигурок Женщины-невидимки на основе его появления в фильме 2005 года. В 2007 году Hasbro выпустила фигурку Сьюзан Шторм, основанную на её образе из сиквела 2007 года.